# Tümer Metin
Tümer Metin (Zonguldak, 1974. október 14. –) jelenleg a görög Larissa FC középpályása. Korábban a Beşiktaş és a Fenerbahce labdarúgója is volt.

## Sikerei, díjai
- 2003 Türkiye Süper Lig nemzeti bajnok, Beşiktaş
- 2006 Török Kupagyőztes, Beşiktaş
- 2007 Türkiye Süper Lig nemzeti bajnok, Fenerbahçe S.K.
- 2007 Török Szuperkupagyőztes, Fenerbahçe S.K.

## Külső hivatkozások
- Adatlap: TFF.org (törökül)
- Adatlap: transfermarkt.de (németül)